# ハミングバードソフト
ハミングバードソフト（HUMMING BIRD SOFT）はかつて存在したコンピュータゲームブランド。
大阪の不動産業社「エム・エー・シー(MAC)」を母体としたブランド(エム・エー・シー コンピューター事業部)。1982年にApple IIのユーザー仲間が集まって設立された。1983年にはApple IIを中心としたパソコンショップも開業している。
日本国内でのパソコン初期のアドベンチャーゲームの老舗として知られており、富士通のFMシリーズ向けに数多くの良作を輩出してきた。
コンピュータRPGではパソコン版『ロードス島戦記』の開発・発売を手がけたことで知られており、またスクウェア（現スクウェア・エニックス）のファミリーコンピュータ ディスクシステム向けブランド「DOG」にも参画し、『ディープダンジョン』シリーズを開発した事でも知られている。
2013年3月より、かつてハミングバードソフトが保有していたゲームコンテンツの知的財産権をD4エンタープライズが取得しており、過去にハミングバードソフトが発売したソフトウェアのうちいくつかは、Windows上でプレイできる形に復刻されたものをプロジェクトEGGにおいてダウンロード購入する事ができる。

## 代表作
- 地獄の練習問題
- RECAPTURE
- THE PALMS
- THE KNIGHT OF WONDERLAND
- ABYSS
- ABYSS II 帝王の涙
- ロードス島戦記シリーズ
  - ロードス島戦記 〜灰色の魔女〜
  - ロードス島戦記II 〜五色の魔竜〜
  - ロードス島戦記 福神漬
  - ロードス島戦記 福神漬2
  - ロードス島戦記 福神漬3
- ゴーストハンターシリーズ
  - ラプラスの魔
  - パラケルススの魔剣
  - 黒き死の仮面
- ディープダンジョンシリーズ
  - ディープダンジョン 魔洞戦記
  - 勇士の紋章 ディープダンジョンII
  - ディープダンジョンIII 勇士への旅
  - ディープダンジョンIV 黒の妖術師